# Marmosops paulensis
Marmosops paulensis es una especie de didélfido de América del Sur. Se encuentra en bosques nublados de montaña en la región del bosque atlántico al sureste de Brasil, incluidos los estados de Minas Gerais, Río de Janeiro, São Paulo y Paraná. Su reproducción puede ser completamente semélparo, inusual para un mamífero.

## Descripción
El análisis de secuencias de ADNmt ha distinguido a esta especie de otros miembros del género Marmosops.  Su cariotipo consiste en un conjunto de cromosomas de 2n = 14 cromosomas (FN = 24). Una investigación preliminar identificó el M. paulensis como una subespecie de M. incana. El nombre de M. paulensis proviene de una atribución errónea de su origen en São Paulo. Sin embargo, investigaciones posteriores consiguieron separar el M. paulensis en función de varias características, como caninos superiores más pequeños, ausencia de fenestras palatinas y agujeros incisivos más largos.
Los animales alcanzan una longitud del tronco de la cabeza de 11,4 a 15,3 cm en machos, y 9,8 a 13,9 cm en hembras. Poseen una cola larga, de 15 a 21,2 cm en machos y 14,5 a 18,1 cm en hembras y alcanzan un peso de 20 a 70 gr en machos y 16 a 47 gr en hembras. Es similar a la marmosa gris (M. Incanus) y los adultos se caracterizan por un pelaje corto, mientras los jóvenes tienen pelaje largo y suave, de unos 10 mm de largo. La piel de la espalda es de color marrón grisáceo oscuro con un tinte rojizo, especialmente en los lados del cuerpo. Las mejillas son de color crema con un tinte rojizo. Alrededor de los ojos poseen círculos oscuros, que contrastan con el color marrón claro del hocico. La cola, cuya longitud es aproximadamente el 145% de la longitud de la cabeza, es oscura en la parte superior, clara en la parte inferior y tiene una punta blanca. El vientre es de color crema a un rosa blanquecino. Las patas son oscuras, mientras las extremidades posteriores son blancas. Las orejas son relativamente pequeñas, con una altura de menos de 25 mm. Las hembras no tienen bolsa y su número de pezones varía de 7 a 13.

## Hábitat y dieta
La marmosa brasileña reside en los bosques montañosos y nubosos de las montañas costeras del sureste brasileño a altitudes superiores de 800 metros. Es probable que sea un animal nocturno y parece habitar más los suelos que los arbustos trepadores en los machos, mientras las hembras no trepan a los árboles. Esta marmosa se alimenta de frutas, flores, artrópodos y pequeños vertebrados. Come escarabajos, saltamontes, hormigas, cucarachas, arañas, tejedores y caracoles, así como los frutos del Piper, plantas de Solanum, Melastomataceae, mirtáceas (Campomanesia y guayabas) y plantas de rosas. Las hembras forman un territorio; los territorios habitados por diferentes hembras no se superponen. Los territorios de los machos se superponen con los de otros machos, así como con los de las hembras. Los territorios se distribuyen entre 0,14 y 1,5 ha. La temporada de reproducción comienza en septiembre al final de la estación seca y dura hasta marzo. Nacen de 7 a 13 crías por camada. Las hembras solo tienen un camada una vez en la vida y mueren de marzo a abril después de que las crías han sido destetadas. Los machos adultos mueren en diciembre o enero.